# Svártijávrre
Svártijávrre, enligt tidigare ortografi Svartijaure, är en sjö i Gällivare kommun i Lappland som ingår i Luleälvens huvudavrinningsområde. Sjön har en area på 0,748 kvadratkilometer och ligger 687 meter över havet.

## Delavrinningsområde
Svartijaure ingår i det delavrinningsområde (754162-154663) som SMHI kallar för Mynnar i Skuokejaure. Medelhöjden är 1 001 meter över havet och ytan är 18,64 kvadratkilometer. Det finns inga avrinningsområden uppströms utan avrinningsområdet är högsta punkten. Vattendraget som avvattnar avrinningsområdet har biflödesordning 4, vilket innebär att vattnet flödar genom totalt 3 vattendrag (Svártijåhkå, Sårgåjåhkå, Stora Luleälven, Luleälven) innan det når havet efter 399 kilometer. Avrinningsområdet består mestadels av kalfjäll (95 procent). Avrinningsområdet har 0,85 kvadratkilometer vattenytor vilket ger det en sjöprocent på 4,6 procent. Delavrinningsområdet täcks till 0,16 procent av glaciärer, med en yta av 0,03 kvadratkilometer.